# Mehmet Koksal
 (août 2020).
Si vous disposez d'ouvrages ou d'articles de référence ou si vous connaissez des sites web de qualité traitant du thème abordé ici, merci de compléter l'article en donnant les références utiles à sa vérifiabilité et en les liant à la section « Notes et références ».
 (août 2020).
Mehmet Koksal, né à Bruxelles en 1977, est un journaliste bruxellois d'origine turque. 

## Biographie
Mehmet Koksal a travaillé comme correspondant de l’hebdomadaire français Courrier international pour la Belgique, cofondateur de Minorités (avec le sociologue amstellodamois  Laurent Chambon), collaborateur régulier de l'agence de presse IPS, de la liste de diffusion de Suffrage-universel, du mensuel de l'Union des progressistes juifs de Belgique Points Critiques. Il a également écrit des billets d'humeur hebdomadaires pour la Tribune de Bruxelles et dans le Journal du Mardi. 
Il fait parler de lui via son blog  Humeur allochtone lors des élections communales en Belgique où il dénonce la présence de candidats issus d'organisations non démocratiques sur les listes électorales de formations traditionnelles démocratiques.
En février 2007, Mehmet Koksal fait son entrée au Conseil de direction de l'Association générale des journalistes professionnels de Belgique, branche francophone de l'Association des journalistes professionnels (AJP), au sein de laquelle il siège également. 
Le 29 octobre 2007, après avoir été agressé alors qu'il couvrait en tant que journaliste une manifestation devant l'ambassade des États-Unis à Bruxelles, il décide d'interrompre son blog pour une période indéterminée,.
Il a été l'un des chroniqueurs réguliers de l'émission Sans langue de bois sur Bel RTL et Les Experts sur BX1 (ex-Télé Bruxelles).
En 2014, il se voit interdit d'entrée aux Etats-Unis,,.
Mehmet Koksal est par ailleurs chargé de projet à la fédération européenne des journalistes,et cofondateur d'une association de défense des journalistes d'investigation et lanceurs d'alerte -  XPress.

### Affaire Emir Kir
En 2006, en collaboration avec le chercheur Pierre-Yves Lambert, a enquêté et mis à jour les accointances d'Emir Kir avec les milieux négationnistes turcs,.

### Négationnisme turc
Mehmet Koksal a réalisé de nombreuses enquêtes sur les pressions exercées par le lobby négationniste turc en Belgique. 